# August (roman)

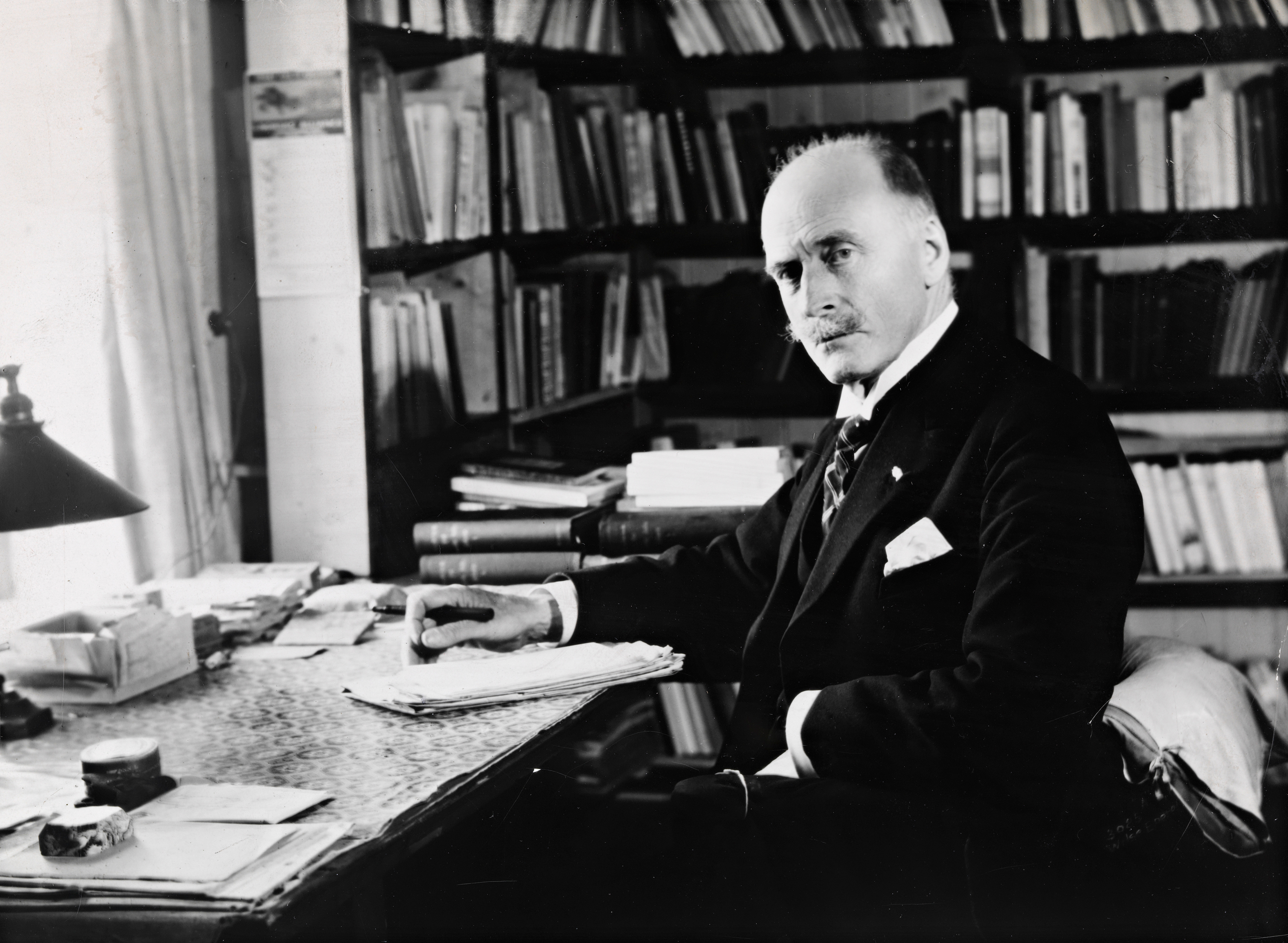
Knut Hamsun, 1929, wellicht bezig met August.

August (Noors: „August“) is een roman van de Noorse schrijver en Nobelprijswinnaar Knut Hamsun, verschenen in 1930. August maakt samen met de romans Zwervers (1927) en Maar het leven leeft (1933) deel uit van Hamsuns zogenaamde “Zwerverstrilogie”. De streek waar de romans zich afspelen is wederom Noord-Noorwegen.

## De persoon August
De drie romans, die elk een afgerond geheel vormen, worden bijeen gehouden door de figuur van August. August is een roekeloze, goed van de tongriem gesneden humoristische volksjongen en avonturier, die overal waar hij verschijnt leven in de brouwerij brengt. Hij is een onverstoorbare optimist, met praktische talenten en een flinke dosis bluf die zijn gebreken en tekortkomingen moet verbergen. Als exponent van de “nieuwe tijd” heeft August voor Hamsun een sterke symboolfunctie: als aanstichter en later spil van die nieuwe tijd wordt hij uiteindelijk, zo schrijft Hamsun-kenner Amy van Marken, “tot haar dienende geest, in positieve zowel als negatieve zin”.

## Intrige August
Het grootste deel van de roman August, naast het afronden van de liefdesgeschiedenis tussen Edevart en Louise Margrete (uit de voorafgaande roman Zwervers), wordt in beslag genomen door de vreemde initiatieven die August ontplooit, grootscheepse projecten die vaak jammerlijk en dwaas mislukken. Zijn pogingen om de kapitalistische principes ingang te doen vinden in de geïsoleerde Noord-Noorse familiegemeenschap heeft weinig succes, met name omdat de meeste bewoners voldoende werkelijkheidszin hebben om Augusts manipulaties te overleven.
De boer Ezra zegt op een gegeven moment in een gesprek tegen August dat geen mens van banken en industrie kan leven. “Waar leven ze dan van”, vraagt August. “Van drie dingen en meer niet”, antwoord Ezra: “Van het koren op het veld, de vis in de zee en de dieren en de vogels van het bos. Van die drie dingen. Zo denk ik erover”. “Er zijn er anders heel wat die leven van geld”. “Nee”, zei Ezra, “dat is geen leven”.